# Uppslagsbok för organister

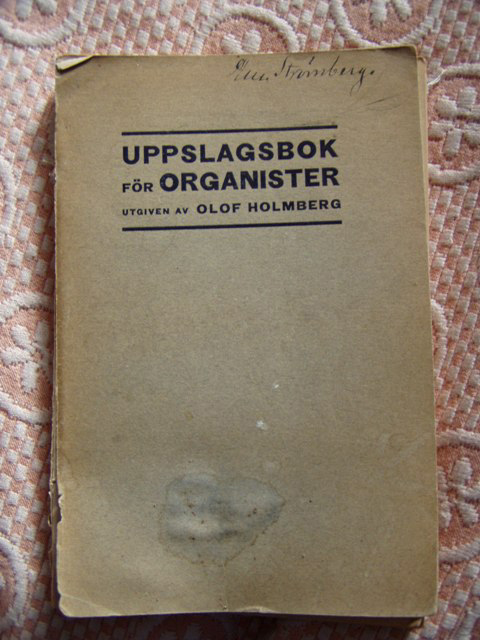
Uppslagsboken

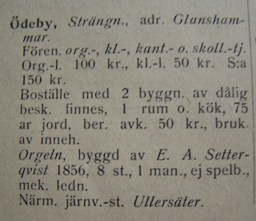
Villkoren i en liten församling, Ödeby kyrka...

Uppslagsbok för organister av Olof Holmberg, utgiven 1908 på Josef Bergendals tryckeri i Göteborg. (Dåtida pris 2:50)
Boken innehåller Sveriges kyrkor i alfabetisk ordning med information om organisttjänsterna där.
Av uppgifterna framgår:
- vilken lön det är.
- hur långt det är till järnvägsstationen.
- hur bostället ser ut.
- hur stor markavkastningen är.
- hur orgeln är uppbyggd.
- vad som ingår i tjänsten.

Förkortningar förklaras ej i boken. Dessa används:
org=organist
org.-l=organistlön/år
kant=kantor
kl.=klockare
skoll.-tj=skollärartjänst (sedermera "skolkantor")
st=stämmor
man=manualer
kopp.=koppel
spelb=spelbord